# Acajutla
Acajutla – miasto w południowo-zachodnim Salwadorze (departament Sonsonate), położone na wybrzeżu Oceanu Spokojnego około 65 km na zachód od stolicy kraju San Salvadoru. Ludność (2007): 25,2 tys. (miasto), 52,4 tys. (gmina).
Acajutla to jeden z trzech głównych (obok La Libertad i La Unión) portów morskich Salwadoru. Port w Acajutla to główny port wywozu kawy (40% obrotów w salwadorskich portach). W porcie działa rafineria ropy naftowej (własność koncernu ExxonMobil) o mocy przerobowej 22 tys. baryłek dziennie. Do portu doprowadzona jest linia kolejowa ze stolicy kraju.